# Thomas Löfkvist
Karl Thomas Henry Löfkvist (Visby, 4 de abril de 1984) é um ciclista de estrada profissional sueco. Representou seu país, Suécia, nos Jogos Olímpicos de Verão de 2004 e 2008.